# Robert Byerly
Robert Byerly (20 mars 1916 - 8 mai 1945) fut, pendant la Seconde Guerre mondiale, un agent secret américain du Special Operations Executive. Envoyé en France comme opérateur radio du réseau SURVEYOR, il fut arrêté à son arrivée, déporté et exécuté par les Allemands.

## Identités
- État civil : Robert Bennett Byerly
- Comme agent du SOE :
  - Nom de guerre (field name) : « Gontrand »
  - Nom de code opérationnel : BIOLOGIST (en français BIOLOGISTE)
  - Nom de code du Plan, pour la centrale radio : SUIT

Parcours militaire :
- Royal Canadian Corps of Signals, lieutenant.
- SOE, section F ; grade : lieutenant

Pour accéder à des photographies de Robert Byerly, se reporter au paragraphe Sources et liens externes en fin d’article.

## Famille
Ses parents : Francis Parkman et Laura D. Byerly, Drexel Hill, Pennsylvanie.

## Éléments biographiques
Robert Byerly naît le 20 mars 1916 aux États-Unis. Il est parachuté dans la nuit du 6 au 7 février 1944 aux environs de Poitiers, comme opérateur radio du réseau SURVEYOR. Son nom de guerre est « Gontrand ». Lors de ce parachutage, il y a aussi :
- Roland Alexandre, le chef du réseau SURVEYOR,
- François Deniset, Canadien, affecté à Henri Garry comme instructeur en maniement d'armes,
- Jacques Ledoux, Anglo-Français, qui venait lancer autour du Mans un nouveau réseau, ORATOR.

Tous les quatre sont arrêtés à l’atterrissage. Ils auraient été exécutés en captivité à Gross-Rosen, en août ou septembre 1944.

## Reconnaissance

### Distinction
La brochure Le Mémorial de la section F ne mentionne aucune distinction pour service dans la section F.

### Monuments
- En tant que l'un des 104 agents du SOE section F morts pour la France, Robert Byerly est honoré au mémorial de Valençay (Indre).
- Brookwood Memorial, Surrey, panneau 23, colonne 3.
- Au mémorial du camp de concentration de Gross-Rosen, près de Rogoźnica (Pologne), une plaque honore la mémoire des dix-neuf agents de la section F qui y ont été exécutés en août-septembre 1944, dont Robert Byerly. Réalisée en granit local, en provenance d'une carrière où devaient travailler les détenus, elle a été élevée sur l'initiative du Holdsworth Trust.